# Cinnamomum porosum
Cinnamomum porosum es una especie de frondosos árboles de la familia de las Lauraceae, que viven típicamente en los bosques umbrosos mixtas de Brasil, Paraguay, Uruguay, Argentina. 
Alcanza hasta 30 m de altura. De hojas pequeñas, brillantes, flores insignificantes, tronco grueso, corto hasta las primeras inserciones de los gajos, razonablemente rectilíneo y a veces retorcido. Fruto cúpula basal.